# Comuna de Korfantów
Korfantów (polaco: Gmina Korfantów) é uma gminy (comuna) na Polónia, na voivodia de Opole e no condado de Nyski. A sede do condado é a cidade de Korfantów.
De acordo com os censos de 2004, a comuna tem 9905 habitantes, com uma densidade 55,1 hab/km².

## Área
Estende-se por uma área de 179,78 km², incluindo:
- área agricola: 69%
- área florestal: 23%

## Demografia
Dados de 30 de Junho 2004:
|                      | Total   | Total | Mulheres | Mulheres | Homens  | Homens |
| -------------------- | ------- | ----- | -------- | -------- | ------- | ------ |
|                      | pessoas | %     | pessoas  | %        | pessoas | %      |
| População            | 9905    | 100   | 5030     | 50,8     | 4875    | 49,2   |
| Densidade (pop./km²) | 55,1    | 100   | 28       | 28       | 27,1    | 27,1   |

De acordo com dados de 2002, o rendimento médio per capita ascendia a 1193,28 zł.

## Comunas vizinhas
- Biała, Łambinowice, Nysa, Prószków, Prudnik, Tułowice